# Halictus philipi
Halictus philipi är en biart som beskrevs av Cockerell 1920. Halictus philipi ingår i släktet bandbin, och familjen vägbin. Inga underarter finns listade i Catalogue of Life.